# Nordiska mästerskapen i brottning 1983
Nordiska mästerskapen i brottning 1983 hölls den 26 mars 1983 i Næstved i Danmark. Det var den 26:e upplagan av tävlingen.

## Medaljtabell
*   Värdland ( Danmark)
| Nr                  | Nation              | Guld | Silver | Brons | Totalt |
| ------------------- | ------------------- | ---- | ------ | ----- | ------ |
| 1                   | Sverige             | 7    | 2      | 0     | 9      |
| 2                   | Norge               | 3    | 3      | 4     | 10     |
| 3                   | Finland             | 0    | 3      | 2     | 5      |
| 4                   | Danmark*            | 0    | 2      | 4     | 6      |
| Totalt (4 nationer) | Totalt (4 nationer) | 10   | 10     | 10    | 30     |

## Resultat

### Grekisk-romersk stil
| Gren    | Guld                  | Silver                 | Brons            |
| 48 kg   | Patrik Magnusson      | Danny Mankowitz        | Anders Hansen    |
| 52 kg   | Jon Rønningen         | Per Nielsen            | Taisto Halonen   |
| 57 kg   | Mikael van Ampt       | Ole Petter Kristiansen | Bjarne Nielsen   |
| 62 kg   | Morten Brekke         | Markku Kitterfeldt     | Lars Fonnesbech  |
| 68 kg   | Gerry Svensson        | Jaakko Talvitie        | Atle Støve       |
| 74 kg   | Roger Tallroth        | Tapio Sipilä           | Jan-Roger Olsen  |
| 82 kg   | Klaus Mysen           | Lennart Lundell        | Timo Lehto       |
| 90 kg   | Frank Andersson       | Toni Hannula           | Arnt E. Andersen |
| 100 kg  | Karl-Johan Gustavsson | Allan Karng            | Ove Gundersen    |
| +100 kg | Tomas Johansson       | Roy Fjellbu            | Oluf Kristensen  |